# سینما استقلال (کرمانشاه)
سینما استقلال یا سینما شهر تماشا یک سالن سینما در شهر کرمانشاه بود که در بلوار شهید بهشتی و محلۀ شاطرآباد این شهر قرار داشت. این سینما در فاصلۀ سال‌های ۱۳۵۶ تا ۱۳۸۴ به اکران آثار سینمایی می‌پرداخت.

## تاریخچه
این سینما در سال ۱۳۵۶ با نام سینما شهر تماشا تأسیس شد. مالک آن فردی به نام خلیل جوادی بود که پیشتر سینما شهر فرنگ را نیز در سال ۱۳۵۴ تأسیس کرده‌بود.

پس از انقلاب بهمن ۱۳۵۷ سینما شهر تماشا نیز همچون دیگر سینماهای ایران تعطیل شد. در ۲ مرداد سال ۱۳۵۹ به دستور علی قدوسی دادستان کل انقلاب اسلامی تمام سینماهای ایران توسط حکومت به نفع بنیاد مستضعفان مصادره شدند و سینما شهر تماشا نیز مصادره و تعطیل شد. تعطیلی سینما شهر تماشا تا مدتی ادامه یافت. پس از مدتی نام سینما به «سینما استقلال» تغییر داده شد و با نام جدید بازگشایی شد. در سال ۱۳۷۲ مالکیت سینما استقلال به حوزۀ هنری سازمان تبلیغات اسلامی واگذار شد.
در آذر ۱۳۸۰ سینما استقلال و سینما آزادی کرمانشاه برای مدتی تعطیل شدند. مسئول سمعی-بصری و نیز معاون فرهنگی ادارۀ کل ارشاد اسلامی کرمانشاه اکران دو فیلم زیر پوست شهر و رقص شیطان بدون ممهور کردن پلاکارد فیلم‌ها را علت تعطیلی این دو سینما اعلام کرد. این تعطیلی اعتراض نمایندۀ مجمتع خدمات سینمای حوزۀ هنری کل کشور را در پی داشت که برای پیگیری این ماجرا به کرمانشاه سفر کرده و در جلسات غیرعلنی با معاونت فرهنگی و مدیرکل ارشاد اسلامی کرمانشاه و مدیریت سینمایی منطقۀ غرب کشور شرکت کرده‌بود. با این وجود این تعطیلی موقتی بود و هر دو سینما پس از مدتی به فعالیت خود ادامه دادند.
فعالیت سینما استقلال تا سال ۱۳۸۳ ادامه یافت. در شهریور ماه ۱۳۸۳ سینماهای دولتی کرمانشاه همگی اعلام ورشکستگی کرده و همزمان تعطیل شدند. اگرچه دو سینمای آزادی و پیروزی اندکی بعد فعالیت خود را از سر گرفتند، اما سینما استقلال از آن پس تعطیل ماند و کم‌کم به مخروبه‌ای تبدیل شد.
در دهۀ ۱۳۸۰ مالک سینما استقلال که در خارج از ایران سکونت داشت به کرمانشاه بازگشت و خواهان بازپس‌گرفتن دارایی خود شد. پس از پیگیری‌های حقوقی دادگاه به نفع مالک حکم داد و در خرداد ۱۳۸۴ اعلام شد که سینما استقلال پس از ۲۵ سال مصادره به صاحب اصلی خود بازگردانده شده‌است. در ۷ خرداد ۱۳۸۴ نیروی انتظامی با حكم دادگاه تجدیدنظر کرمانشاه و دستور فوری اجرای احکام اين شهر برای تصرف و صورت‌برداری به این سینما وارد شده و اقدام به صورت‌برداری اموال و امكانات سینما كرد.
در اردیبهشت ۱۳۸۸ مدير وقت حوزۀ هنری استان کرمانشاه سینما استقلال را غیردرآمدزا خواند و گفت این سینما هزینۀ زیادی به حوزۀ هنری تحمیل می‌کند. در اردیبهشت ۱۳۹۲ مدیرکل فرهنگ و ارشاد اسلامی استان کرمانشاه گفت مالک خصوصی سینما استقلال حاضر شده ملک خود را در ازای ۳ میلیارد تومان بفروشد. وی تغییر کاربری این سینما را از نظر قانونی غیرممکن اعلام کرد و گفت در فضاهای فرهنگی تنها ساختن اماکن فرهنگی دیگر مانند نگارخانه یا فرهنگسرا ممکن است و تغییر کاربری باید به گونه‌ای انجام شود که نیمی از فضا به پخش فیلم اختصاص بیابد و نیم دیگر آن به کارهای اداری یا تجاری. در خرداد ۱۳۹۴ سرپرست ادارۀ سینمایی و سمعی و بصری ادارۀ کل فرهنگ و ارشاد اسلامی استان کرمانشاه اعلام کرد که با مالک سینما استقلال مذاکراتی صورت گرفته تا در صورت تأمین اعتبار در مکان این سینما مرکزی چندمنظوره ساخته شود که سینما نیز داشته باشد. با این وجود وی در مرداد ۱۳۹۴ اعلام کرد مالک سینما به فکر تغییر کاربری ملک خود است و ادارۀ ارشاد تلاش می‌کند تاسینما را از مالک خریداری کرده و آن را به مجتمعی فرهنگی که سینما نیز در آن وجود داشته باشد تبدیل کند.

## برگزاری کنسرت
سالن سینما استقلال برای برگزاری کنسرت‌های موسیقی نیز مورد استفاده قرار می‌گرفت. در ۲۸ و ۲۹ مهر ۱۳۸۲ کنسرت موسیقی با عنوان «تارها برای عشق می‌خوانند» با حضور رامیز قلی‌یف، زلفیه صادقوا، ایوب قلی‌یف، بهنام ابوالقاسم و کیوان ساکت در سینما استقلال برگزار شد.

## پروژۀ پردیس سینمایی شهر تماشا
در آذر ۱۴۰۱ مدیرکل فرهنگ و ارشاد اسلامی استان کرمانشاه اعلام کرد که قرار است مالک خصوصی سینما استقلال کاربری آن را تغییر دهد. با این وجود در فروردین ۱۴۰۳ معاون هنری و سینمایی ادارۀ کل فرهنگ و ارشاد اسلامی استان کرمانشاه اعلام کرد که این سینما برون‌سپاری شده و قرار است در مکان آن طی چهار سال «پردیس شهر تماشا» ساخته شود.
در ۱۷ مهر ۱۴۰۳ و در جریان سومین جشن مهر سینمای ایران معاون فرهنگ و ارشاد اسلامی استان کرمانشاه اعلام کرد که قرار است ظرف سه تا چهار سال آینده در محل ساختمان سینما استقلال، یک پردیس سینمایی با چهار سالن سینمایی مسقف و یک سالن روباز احداث شود.

در ۱۹ آبان ۱۴۰۳ معاون هنری و سینمایی اداره کل فرهنگ و ارشاد اسلامی استان کرمانشاه گفت سرمایه‌گذار بخش خصوصی برای دریافت مجوزهای مربوطه از طرف شهرداری و ادارۀ راه و شهرسازی با چالش‌هایی مواجه شده و در نهایت تصمیم گرفته تنها به بازسازی وضعیت موجود این سینما بسنده کرده و سه سالن سینما را در دو  طبقه راه‌اندازی کند.